# ماکسیم زوانوف
ماکسیم زوانوف (اوکراینی: Максим Звонов؛ زادهٔ ۱۶ آوریل ۱۹۸۷) بازیکن بسکتبال اهل اوکراین است.